# Euxoa malickyi
Euxoa malickyi is een vlinder uit de familie uilen (Noctuidae). De wetenschappelijke naam is voor het eerst geldig gepubliceerd in 1990 door Varga.
De soort komt voor in Europa.